# ATC code N06
ATC code N06 محرک‌های اعصاب و روان زیرگروهی درمانی از سیستم طبقه‌بندی شیمیایی درمانی آناتومیک است. این سیستمِ متشکل از کدهای حرفی‌عددی را سازمان جهانی بهداشت برای طبقه‌بندی داروها و سایر تولیدات پزشکی ایجاد کرده است. زیرگروه N06 جزوی از گروه آناتومیک N دستگاه اعصاب است.

کدهای مورد استفاده در دامپزشکی (کدهای ATCvet) را می‌توان با گذاشتن حرف Q جلو کدهای انسانی ATC ایجاد کرد: مثلاً QN06. کدهای ATCvet که فاقد کدهای انسانی متناظر ATC هستند، در فهرست ذیل با حرف آغازین Q ذکر شده‌اند.
ممکن است نسخه‌های ملی از طبقه‌بندی ATC حاوی کدهای اضافه‌ای باشند که در این فهرست (نسخهٔ سازمان جهانی بهداشت) نیامده باشند.

## N06Aداروهای ضدافسردگی

### N06AANon-selective monoamine reuptake inhibitors
N06AA01 دزپپرامین
N06AA02 ایمی‌پرامین
N06AA03 Imipramine oxide
N06AA04 کلومیپرامین
N06AA05 Opipramol
N06AA06 تریمیپرامین
N06AA07 Lofepramine
N06AA08 Dibenzepin
N06AA09 آمی تریپتیلین
N06AA10 نورتریپتیلین
N06AA11 Protriptyline
N06AA12 دوکسپین
N06AA13 Iprindole
N06AA14 Melitracen
N06AA15 Butriptyline
N06AA16 دوسولپین
N06AA17 Amoxapine
N06AA18 دی‌متاکرین
N06AA19 Amineptine
N06AA21 ماپروتیلین
N06AA23 Quinupramine

### N06ABبازدارنده‌های بازجذب سروتونین
N06AB02 Zimelidine
N06AB03 فلوکستین
N06AB04 سیتالوپرام
N06AB05 پاروکستین
N06AB06 سرترالین
N06AB07 الاپروکلیت
N06AB08 فلووکسامین
N06AB09 Etoperidone
N06AB10 Escitalopram

### N06AFبازدارنده‌های مونوآمین اکسیداز
N06AF01 ایزوکاربوکسازید
N06AF02 Nialamide
N06AF03 Phenelzine
N06AF04 ترانیل سیپرومین
N06AF05 Iproniazide
N06AF06 ایپروکلوزید

### N06AGبازدارنده‌های مونوآمین اکسیداز
N06AG02 موکلوبماید
N06AG03 Toloxatone

### N06AX Other antidepressants
N06AX01 ۵-هیدروکسی تریپتوفان
N06AX02 تریپتوفان
N06AX03 Mianserin
N06AX04 Nomifensine
N06AX05 ترازودون
N06AX06 Nefazodone
N06AX07 میناپرین
N06AX08 Bifemelane
N06AX09 Viloxazine
N06AX10 Oxaflozane
N06AX11 میرتازاپین
N06AX12 بوپروپیون
N06AX13 Medifoxamine
N06AX14 Tianeptine
N06AX15 Pivagabine
N06AX16 ونلافاکسین
N06AX17 Milnacipran
N06AX18 Reboxetine
N06AX19 Gepirone
N06AX21 دولوکستین
N06AX22 Agomelatine
N06AX23 Desvenlafaxine
N06AX24 Vilazodone
N06AX25 Hyperici herba
N06AX26 Vortioxetine
QN06AX90 سلژیلین

## N06BPsychostimulants, agents used forاختلال کم‌توجهی - بیش‌فعالیandnootropics

### N06BA Centrally actingداروهای مقلد سمپاتیک
N06BA01 آمفتامین
N06BA02 دگزامفتامین
N06BA03 مت‌آمفتامین
N06BA04 متیل فنیدات
N06BA05 Pemoline
N06BA06 Fencamfamin
N06BA07 مدافینیل
N06BA08 Fenozolone
N06BA09 اتوموکستین
N06BA10 فنیتیلین
N06BA11 Dexmethylphenidate
N06BA12 Lisdexamfetamine
N06BA13 Armodafinil

### N06BCگزانتینderivatives
N06BC01 کافئین
N06BC02 Propentofylline

### N06BX Other psychostimulants and nootropics
N06BX01 Meclofenoxate
N06BX02 Pyritinol
N06BX03 پیراستام
N06BX04 دی‌متیل‌اتانول‌آمین
N06BX05 Fipexide
N06BX06 سیتیکولین
N06BX07 Oxiracetam
N06BX08 Pirisudanol
N06BX09 Linopirdine
N06BX10 Nizofenone
N06BX11 Aniracetam
N06BX12 Acetylcarnitine
N06BX13 Idebenone
N06BX14 پرولینتان
N06BX15 Pipradrol
N06BX16 Pramiracetam
N06BX17 Adrafinil
N06BX18 Vinpocetine
N06BX21 Mebicar
N06BX22 Phenibut

## N06C Psycholeptics and psychoanaleptics in combination

### N06CA Antidepressants in combination with psycholeptics
N06CA01 آمی تریپتیلین and psycholeptics
N06CA02 Melitracen and psycholeptics
N06CA03 فلوکستین and psycholeptics

## N06D Anti-زوال عقلdrugs

### N06DAAnticholinesterases
N06DA01 تاکرین
N06DA02 دونپزیل
N06DA03 ریواستیگمین
N06DA04 Galantamine
N06DA05 Ipidacrine
N06DA52 Donepezil and ممانتین
N06DA53 Donepezil, memantine and کهن‌دار

### N06DX Other anti-dementia drugs
N06DX01 ممانتین
N06DX02 Ginkgo folium
N06DX30 Combinations